# Porthos

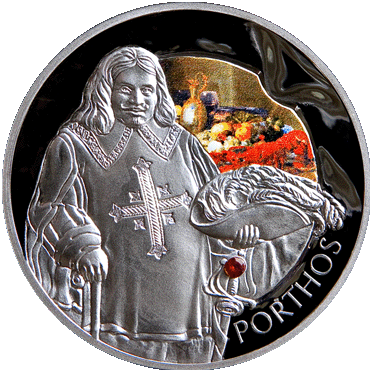
Porthos

Porthos är en av hjältarna i De tre musketörerna av Alexandre Dumas d.ä. Porthos beskrivs som fåfäng, skrytsam och mycket begiven på mat och vin. Han beskrivs också som mycket storväxt. Det sägs att Porthos stod författarens hjärta närmast och att han grät när Porthos dog, så att följetongsläsarna fick vänta på nästa avsnitt medan Dumas sörjde sin favorithjälte.
Förebilden till Porthos var Isaac de Porteau som förekommier i de s.k. memoarerna av d'Artagnan, skrivna av Gatien Courtilz de Sandras.